# Leptacis vlugi
Leptacis vlugi é uma espécie de insetos himenópteros, mais especificamente de vespas parasíticas pertencente à família Platygastridae.
A autoridade científica da espécie é Buhl, tendo sido descrita no ano de 1997.
Trata-se de uma espécie presente no território português.